# 蒂普頓 (伊利諾伊州尚佩恩縣)
蒂普頓（英語：Tipton）是位於美國伊利諾伊州尚佩恩縣的一個非建制地區。該地的面積和人口皆未知。

## 地理
蒂普頓的座標為40°04′11″N 88°02′06″W / 40.06972°N 88.03500°W，而該地的平均海拔高度為206米（即676英尺）。